# Lentinellus calyciformis
Lentinellus calyciformis är en svampart som beskrevs av Singer 1969. Lentinellus calyciformis ingår i släktet Lentinellus och familjen Auriscalpiaceae.   Inga underarter finns listade i Catalogue of Life.